# گیگال
گیگال   نام روستایی  در ایران است که در دهستان انی واقع شده‌است.   و با روستاهای شاوون ، بیرق ، تزه کند و کلان و رمضانلو  هم مرز است . جمعیت مسکونی در این روستا  در چهار دهه اخیر  کاهش چشمگیری یافته و تعداد افراد ساکن  در آن کمتر از سی نقر است .